# Лингартска
Лингартска (чеш. Linhartská) — улица в центре Праги, находится в Старом городе.

## География
Небольшая улица начинается от улицы у Раднице и идёт на запад. Северную сторону улицы образует южный фасад новой ратуши, южную — несколько зданий, в том числе дворец Клам-Галласов. Общая протяжённость улицы составляет около 140 метров.

## История
Название улицы происходит от местной церкви Святого Лингарта (Линхарта, Леонарда), построенной в XII веке и снесённой в 1798 году по реформе императора Иосифа II. Уличное пространство являлось частью дороги от рыночной площади на сегодняшней Староместской площади до Влтавского брода и имело разные названия:
- В XIV — XV века называлась «Курный рынок», или «Новый Курный рынок»;
- В XVIII веке улица называлась «Площадь Линхарта»;
- С начала XX века улица перестала быть площадью, поскольку часть её заняла Новая ратуша.

В 2000 году северная часть улицы была переименована в площадь Франца Кафки (1883—1924), который здесь родился.